# Lelio Gaviglio
Lelio Gaviglio (Torino, 13 ottobre 1870 – Piacenza, 30 aprile 1924) è stato un aviatore italiano.
Nato da nobile famiglia, fu uno dei primi e più grandi piloti dell'aeronautica italiana delle origini.

## Carriera
Nel settembre 1913, agli ordini del capitano Gaspare Bolla prende parte alle grandi manovre della Cavalleria come comandante della squadriglia di posizione del "partito rosso dell'invasore" dotata di biplani Farman a controllo della linea fra il campo d'aviazione di San Francesco al Campo presso Torino e Busto Arsizio. Per curiosità, nel "partito azzurro" opposto alla squadriglia del Gaviglio volava un giovanissimo Francesco Baracca, allora agli albori della sua carriera di aviatore.
Dal 16 gennaio 1915, come ufficiale di fanteria, viene trasferito con Regio Decreto - e come molti altri ufficiali - nel Corpo aeronautico militare. 
Nel mese di giugno il Capitano Gaviglio è osservatore alla 9ª Squadriglia da ricognizione e combattimento dotata di Farman 14 all'Aeroporto di Udine-Campoformido prima di passare al comando del 2º Gruppo.
Il 18 agosto dello stesso anno viene promosso al grado di maggiore.
Nel giugno 1916 è impegnato con il grado di tenente colonnello come comandante del IV Gruppo Aeroplani sul fronte veneto.
Dal 25 ottobre 1917 al 5 marzo 1918 con il gradi di colonnello è comandante dell'11º Reggimento fanteria "Casale" della Brigata Casale, impegnata sul fronte del Piave.
Con il grado di colonnello di fanteria nel Corpo Aeronautico Militare lo si trova come comandante di Aeronautica nell'ordine di battaglia della Battaglia di Vittorio Veneto del 24 ottobre 1918, dove fa parte della 7ª Armata delle Giudicarie agli ordini del tenente generale Giulio Cesare Tassoni.
Nel maggio del 1919, a guerra finita, figura come "colonnello comandante interinale superiore di aeronautica".
Citato in numerose pubblicazioni italiane e straniere, è ricordato anche come pilota sportivo. Ai suoi esordi l'aspetto militare dell'aeronautica era infatti strettamente legato a quello ludico e sportivo. Viene ricordato nell'Albo d'Oro dell'Aeronautica Italiana, nella bibliografia italiana e in numerosissime pubblicazioni di varia natura.